# Hinkley-Gletscher
Der Hinkley-Gletscher ist ein Gletscher im westantarktischen Ellsworthland. Er fließt vom Schoening Peak im Vinson-Massiv in nordöstlicher Richtung zwischen Mount Segers und dem Gebirgskamm Zinsmeister Ridge zum Dater-Gletscher auf der Ostseite der Sentinel Range im Ellsworthgebirge.
Das Advisory Committee on Antarctic Names benannte ihn 2006 nach Todd K. Hinkley, technischer Direktor des National Ice Core Laboratory des United States Geological Survey in Denver zwischen 2001 und 2006.